# Henning Hauger
Henning Hauger (Bærum, 17 luglio 1985) è un calciatore norvegese, centrocampista del Bærum.

## Biografia
È il fratello minore di Andreas Hauger, anch'egli calciatore.

## Carriera

### Club
Hauger ha iniziato la carriera con la maglia dello Stabæk. Ha debuttato nell'Eliteserien il 21 aprile 2003, sostituendo Tryggvi Guðmundsson nel successo per 4-1 sull'Odd Grenland. Nella stagione successiva, il suo spazio è aumentato. Il 1º agosto 2004 ha segnato la prima rete nella massima divisione norvegese, nel pareggio per 1-1 contro l'HamKam. Lo Stabæk, però, è retrocesso al termine della stagione. Hauger ha contribuito comunque all'immediata promozione della squadra con 30 partite e una rete, non saltando così neanche un incontro.
Lo Stabæk ha disputato poi due stagioni che hanno portato prima al 5º posto finale in campionato e, l'anno successivo, al 2º. Hauger ha giocato 26 partite e ha messo a segno 3 reti nel campionato 2008, conclusosi con il successo del suo club, e ha sfiorato il double con la sconfitta nella finale del Norgesmesterskapet 2008, per mano del Vålerenga.
Ha successivamente contribuito alla vittoria nella Superfinalen 2009, sempre contro il Vålerenga.
Il 1º luglio 2011 è passato ai tedeschi dell'Hannover 96. Ha firmato un contratto dalla durata quadriennale, con il tecnico Mirko Slomka che ne ha motivato l'acquisto con la volontà di trovare un centrocampista con esperienza internazionale. Ha esordito nella Bundesliga il 6 agosto, subentrando a Sérgio Pinto nella vittoria per 2-1 sull'Hoffenheim. È rimasto in squadra per una stagione, in cui ha alternato apparizioni in prima squadra a quelle con la squadra riserve, militante in Regionalliga.
Il 31 agosto 2012 è passato in prestito al Lillestrøm fino al termine della stagione in corso. Ha debuttato il 1º settembre, subentrando ad Espen Søgård nella sconfitta casalinga per 1-2 contro il Fredrikstad. Il 31 dicembre successivo, il suo prestito è terminato. Ha disputato 9 presenze nel corso di quella stagione.
Il 4 gennaio 2013 è passato agli svedesi dell'Elfsborg, a cui si è legato con un contratto dalla durata triennale. L'esordio nella massima divisione locale è arrivato il 1º aprile, nel pareggio per 2-2 contro l'AIK. Il 23 maggio successivo ha trovato la prima rete, nel successo interno per 6-0 sul Brommapojkarna. Il 1º luglio 2015 ha rinnovato il contratto che lo legava al club fino al 2019. Ha totalizzato 115 presenze e 2 reti tra tutte le competizioni.
Il 26 gennaio 2017 ha fatto ufficialmente ritorno in Norvegia, firmando un contratto triennale con lo Strømsgodset. Ha esordito in squadra in data 2 aprile, quando è stato schierato titolare nel 3-1 inflitto all'Haugesund. Ha chiuso la stagione a quota 27 presenze, tra campionato e coppa.
Dopo un anno di inattività, il 5 gennaio 2021 ha firmato un contratto biennale con il Bærum.

### Nazionale
Hauger ha giocato 14 partite per la Norvegia under 21. Ha debuttato il 17 gennaio 2005, nella vittoria per 2-1 contro la Cina, in amichevole. Ha esordito poi nella Nazionale maggiore il 26 gennaio 2006, sostituendo Magne Hoseth nella sconfitta per 2-1 sul Messico.

## Statistiche

### Presenze e reti nei club
Statistiche aggiornate al 18 gennaio 2021.
| Stagione            | Club                | Campionato          | Campionato | Campionato | Coppe nazionali | Coppe nazionali | Coppe nazionali | Coppe continentali | Coppe continentali | Coppe continentali | Supercoppe | Supercoppe | Supercoppe | Totale | Totale |
| Stagione            | Club                | Comp                | Pres       | Reti       | Comp            | Pres            | Reti            | Comp               | Pres               | Reti               | Comp       | Pres       | Reti       | Pres   | Reti   |
| ------------------- | ------------------- | ------------------- | ---------- | ---------- | --------------- | --------------- | --------------- | ------------------ | ------------------ | ------------------ | ---------- | ---------- | ---------- | ------ | ------ |
| 2003                | Stabæk              | ES                  | 2          | 0          | CN              | 0               | 0               | -                  | -                  | -                  | -          | -          | -          | ?      | ?      |
| 2004                | Stabæk              | ES                  | 16         | 2          | CN              | 5               | 0               | CU                 | 4                  | 0                  | -          | -          | -          | 25     | 2      |
| 2005                | Stabæk              | 1D                  | 30         | 1          | CN              | 4               | 1               | -                  | -                  | -                  | -          | -          | -          | 34     | 1      |
| 2006                | Stabæk              | ES                  | 19         | 1          | CN              | 2               | 0               | -                  | -                  | -                  | -          | -          | -          | 21     | 1      |
| 2007                | Stabæk              | ES                  | 26         | 3          | CN              | 6               | 0               | -                  | -                  | -                  | -          | -          | -          | 29     | 3      |
| 2008                | Stabæk              | ES                  | 18         | 0          | CN              | 5               | 0               | CU                 | 0                  | 0                  | -          | -          | -          | 23     | 0      |
| 2009                | Stabæk              | ES                  | 29         | 0          | CN              | 3               | 0               | UCL+UEL            | 4+2                | 0                  | SN         | 1          | 0          | 39     | 0      |
| 2010                | Stabæk              | ES                  | 30         | 0          | CN              | 3               | 0               | UEL                | 2                  | 0                  | -          | -          | -          | 35     | 0      |
| gen.-lug. 2011      | Stabæk              | ES                  | 14         | 0          | CN              | 3               | 0               | -                  | -                  | -                  | -          | -          | -          | 17     | 0      |
| Totale Stabæk       | Totale Stabæk       | Totale Stabæk       | 184        | 7          |                 | 31              | 1               |                    | 12                 | 0                  |            | 1          | 0          | 228    | 8      |
| 2011-2012           | Hannover 96         | BL                  | 3          | 0          | CG              | 0               | 0               | UEL                | 2                  | 0                  | -          | -          | -          | 5      | 0      |
| 2011-2012           | Hannover 96 II      | RL                  | 7          | 0          | -               | -               | -               | -                  | -                  | -                  | -          | -          | -          | 7      | 0      |
| ago.-dic. 2012      | Lillestrøm          | ES                  | 9          | 0          | CN              | -               | -               | -                  | -                  | -                  | -          | -          | -          | 9      | 0      |
| 2013                | Elfsborg            | A                   | 14         | 1          | SC+SC           | 2+1             | 0               | UCL+UEL            | 3+1                | 0                  | SS         | -          | -          | 21     | 1      |
| 2014                | Elfsborg            | A                   | 24         | 0          | SC              | 5               | 0               | UEL                | 4                  | 0                  | SS         | 1          | 0          | 34     | 0      |
| 2015                | Elfsborg            | A                   | 29         | 1          | SC              | 4               | 0               | UEL                | 5                  | 0                  | -          | -          | -          | 38     | 1      |
| 2016                | Elfsborg            | A                   | 21         | 0          | SC              | 1               | 0               | -                  | -                  | -                  | -          | -          | -          | 22     | 0      |
| Totale Elfsborg     | Totale Elfsborg     | Totale Elfsborg     | 88         | 2          |                 | 13              | 0               |                    | 13                 | 0                  |            | 1          | 0          | 115    | 2      |
| 2017                | Strømsgodset        | ES                  | 26         | 0          | CN              | 1               | 0               | -                  | -                  | -                  | -          | -          | -          | 27     | 0      |
| 2018                | Strømsgodset        | ES                  | 26         | 0          | CN              | 5               | 0               | -                  | -                  | -                  | -          | -          | -          | 31     | 0      |
| 2019                | Strømsgodset        | ES                  | 12         | 0          | CN              | 3               | 0               | -                  | -                  | -                  | -          | -          | -          | 15     | 0      |
| Totale Strømsgodset | Totale Strømsgodset | Totale Strømsgodset | 64         | 0          |                 | 9               | 0               |                    | -                  | -                  |            | -          | -          | 73     | 0      |
| 2021                | Bærum               | 2D                  | 0          | 0          | CN              | 0               | 0               | -                  | -                  | -                  | -          | -          | -          | 0      | 0      |
| Totale              | Totale              | Totale              | 355        | 9          |                 | 53              | 1               |                    | 27                 | 0                  |            | 2          | 0          | 437    | 10     |

### Cronologia presenze e reti in nazionale
| Cronologia completa delle presenze e delle reti in nazionale ― Norvegia | Cronologia completa delle presenze e delle reti in nazionale ― Norvegia | Cronologia completa delle presenze e delle reti in nazionale ― Norvegia | Cronologia completa delle presenze e delle reti in nazionale ― Norvegia | Cronologia completa delle presenze e delle reti in nazionale ― Norvegia | Cronologia completa delle presenze e delle reti in nazionale ― Norvegia | Cronologia completa delle presenze e delle reti in nazionale ― Norvegia | Cronologia completa delle presenze e delle reti in nazionale ― Norvegia |
| Data                                                                    | Città                                                                   | In casa                                                                 | Risultato                                                               | Ospiti                                                                  | Competizione                                                            | Reti                                                                    | Note                                                                    |
| ----------------------------------------------------------------------- | ----------------------------------------------------------------------- | ----------------------------------------------------------------------- | ----------------------------------------------------------------------- | ----------------------------------------------------------------------- | ----------------------------------------------------------------------- | ----------------------------------------------------------------------- | ----------------------------------------------------------------------- |
| 26-1-2006                                                               | San Francisco                                                           | Messico                                                                 | 2 – 1                                                                   | Norvegia                                                                | Amichevole                                                              | -                                                                       | 46’                                                                     |
| 29-1-2006                                                               | Carson                                                                  | Stati Uniti                                                             | 5 – 0                                                                   | Norvegia                                                                | Amichevole                                                              | -                                                                       | 46’                                                                     |
| 15-10-2008                                                              | Oslo                                                                    | Norvegia                                                                | 0 – 1                                                                   | Paesi Bassi                                                             | Qual. Mondiali 2010                                                     | -                                                                       | 68’ 85’                                                                 |
| 6-6-2009                                                                | Skopje                                                                  | Macedonia                                                               | 0 – 0                                                                   | Norvegia                                                                | Qual. Mondiali 2010                                                     | -                                                                       | 72’                                                                     |
| 10-6-2009                                                               | Rotterdam                                                               | Paesi Bassi                                                             | 2 – 0                                                                   | Norvegia                                                                | Qual. Mondiali 2010                                                     | -                                                                       |                                                                         |
| 9-9-2009                                                                | Oslo                                                                    | Norvegia                                                                | 2 – 1                                                                   | Macedonia                                                               | Qual. Mondiali 2010                                                     | -                                                                       |                                                                         |
| 10-10-2009                                                              | Oslo                                                                    | Norvegia                                                                | 1 – 0                                                                   | Sudafrica                                                               | Amichevole                                                              | -                                                                       | 83’                                                                     |
| 14-11-2009                                                              | Ginevra                                                                 | Svizzera                                                                | 0 – 1                                                                   | Norvegia                                                                | Amichevole                                                              | -                                                                       | 86’                                                                     |
| 3-3-2010                                                                | Žilina                                                                  | Slovacchia                                                              | 0 – 1                                                                   | Norvegia                                                                | Amichevole                                                              | -                                                                       |                                                                         |
| 29-5-2010                                                               | Oslo                                                                    | Norvegia                                                                | 2 – 1                                                                   | Montenegro                                                              | Amichevole                                                              | -                                                                       |                                                                         |
| 2-6-2010                                                                | Oslo                                                                    | Norvegia                                                                | 0 – 1                                                                   | Ucraina                                                                 | Amichevole                                                              | -                                                                       | 79’                                                                     |
| 11-8-2010                                                               | Oslo                                                                    | Norvegia                                                                | 2 – 1                                                                   | Francia                                                                 | Amichevole                                                              | -                                                                       |                                                                         |
| 3-9-2010                                                                | Reykjavík                                                               | Islanda                                                                 | 1 – 2                                                                   | Norvegia                                                                | Qual. Euro 2012                                                         | -                                                                       |                                                                         |
| 7-9-2010                                                                | Oslo                                                                    | Norvegia                                                                | 1 – 0                                                                   | Portogallo                                                              | Qual. Euro 2012                                                         | -                                                                       |                                                                         |
| 8-10-2010                                                               | Larnaca                                                                 | Cipro                                                                   | 1 – 2                                                                   | Norvegia                                                                | Qual. Euro 2012                                                         | -                                                                       |                                                                         |
| 12-10-2010                                                              | Zagabria                                                                | Croazia                                                                 | 2 – 1                                                                   | Norvegia                                                                | Amichevole                                                              | -                                                                       | 46’                                                                     |
| 17-11-2010                                                              | Dublino                                                                 | Irlanda                                                                 | 1 – 2                                                                   | Norvegia                                                                | Amichevole                                                              | -                                                                       |                                                                         |
| 9-2-2011                                                                | Faro                                                                    | Polonia                                                                 | 1 – 0                                                                   | Norvegia                                                                | Amichevole                                                              | -                                                                       | 46’                                                                     |
| 26-3-2011                                                               | Oslo                                                                    | Norvegia                                                                | 1 – 1                                                                   | Danimarca                                                               | Qual. Euro 2012                                                         | -                                                                       |                                                                         |
| 4-6-2011                                                                | Lisbona                                                                 | Portogallo                                                              | 1 – 0                                                                   | Norvegia                                                                | Qual. Euro 2012                                                         | -                                                                       |                                                                         |
| 7-6-2011                                                                | Oslo                                                                    | Norvegia                                                                | 1 – 0                                                                   | Lituania                                                                | Amichevole                                                              | -                                                                       | 46’                                                                     |
| 10-8-2011                                                               | Oslo                                                                    | Norvegia                                                                | 3 – 0                                                                   | Rep. Ceca                                                               | Amichevole                                                              | -                                                                       | 66’                                                                     |
| 2-9-2011                                                                | Oslo                                                                    | Norvegia                                                                | 1 – 0                                                                   | Islanda                                                                 | Qual. Euro 2012                                                         | -                                                                       |                                                                         |
| Totale                                                                  |                                                                         | Presenze                                                                | 23                                                                      |                                                                         | Reti                                                                    | 0                                                                       |                                                                         |

## Palmarès

### Club
- Campionato norvegese: 1

Stabæk: 2008
- Superfinalen: 1

Stabæk: 2009
- Coppa di Svezia: 1

Elfsborg: 2013-2014